# Alfred Piecha
Alfred Piecha, ps. Józef, Jan, Robert, Władimir, Herzlik, Kanarek (ur. 5 grudnia 1901 w Gliwicach, zm. 7 lipca 1975 w Katowicach) – robotnik, działacz komunistyczny i związkowy.

## Życiorys
Był jednym z ośmiorga dzieci Józefa i Karoliny z Czechów. Po ukończeniu szkoły podstawowej w 1915 pracował w hucie w Łagiewnikach jako uczeń tokarski. Tam wstąpił do klasowego związku zawodowego metalowców. Wkrótce przeniósł się do huty „Baildon” w Katowicach. W styczniu 1919 wstąpił do Niezależnej Socjaldemokratycznej Partii Niemiec, a po kilku miesiącach do Komunistycznej Partii Górnego Śląska. Za działalność komunistyczną został zwolniony i pracował w kopalni „Kleofas”. Po podziale Górnego Śląska działał w Komunistyczna Partia Polski (KPP) jako sekretarz Komitetu Dzielnicowego w Załężu. Za aktywny udział w akcji strajkowej pod kierownictwem „Komitetu 21” został aresztowany i skazany za „opór przeciw władzy oraz organizowanie rozruchów” na 1,5 roku więzienia. Karę odbywał w więzieniu w Katowicach. Po wyjściu na wolność do 1932 pracował w kopalni „Kleofas”; z pracy został zwolniony za zorganizowanie strajku okupacyjnego przeciw próbom zatopienia kopalni „Kleofas”.
W 1932 został członkiem Komitetu Okręgowego (KO) KPP. Uczestniczył w konferencji Górnośląskiego Okręgu KPP w Żernikach koło Gliwic, a następnie jako delegat Okręgu w VI Zjeździe KPP w Mohylewie w sowieckiej Białorusi, na którym został wybrany zastępcą członka Komitetu Centralnego (KC) KPP. W styczniu 1933 brał udział w kongresie antyfaszystowskim zwołanym do Gliwic i Komunistyczną Partię Niemiec (KPD). W grudniu 1933 został skazany przez Sąd Okręgowy (SO) w Katowicach na 10 miesięcy więzienia. W 1936 jako funkcjonariusz KC KPP kierował wraz z Samuelem Markiem działalnością krakowskich komunistów. Po strajkach krakowskich w 1936, zagrożony aresztowaniem, na polecenie KC KPP przeniósł się na Pomorze, gdzie objął funkcję sekretarza tamtejszego okręgu KPP. Działał w Gdyni, Bydgoszczy i Toruniu. Aresztowany i skazany przez Sąd Grodzki w Poznaniu na pół roku pracy przymusowej, którą wykonywał w obozie na Bojanowie. Po powrocie do Katowic został wydalony z Górnego Śląska i wyjechał do Chrzanowa, gdzie rozpoczął pracę w Fabryce Lokomotyw. W lipcu 1937 został osadzony w obozie w Berezie Kartuskiej, skąd wyszedł 18 września 1939, wskutek zajęcia miasta przez Armię Czerwoną. Udał się wówczas do Kowla, a następnie do Kijowa, gdzie pracował jako tokarz. Po napaści Niemiec na ZSRR przebywał w Kowlu, gdzie brał udział w pracy konspiracyjnej. W 1944 wyjechał do Lublina, gdzie pracował w fabryce maszyn i wstąpił do PPR.
W styczniu 1945 jako członek pierwszej grupy operacyjnej Pełnomocnika Rządu Tymczasowego gen. Aleksandra Zawadzkiego przybył do Katowic, gdzie organizował związki zawodowe. Został najpierw wybrany na przewodniczącego Okręgowej Komisji Związków Zawodowych w Katowicach, a następnie na II zastępcę przewodniczącego Centralnego Związku Zawodowego Metalowców. Od 1949 był sekretarzem i przewodniczącym Zarządu Głównego Związku Zawodowego Hutników (ZG ZZH). Wchodził w skład Komitetu Wojewódzkiego (KW) PPR, a następnie PZPR w Katowicach i Wojewódzkiej Komisji Kontroli Partyjnej. Przez 12 lat był radnym Wojewódzkiej Rady Narodowej w Katowicach, działał w Towarzystwie Przyjaźni Polsko-Radzieckiej i innych organizacjach społecznych. Od 1952 przez jedną kadencję był zastępcą posła na sejm PRL. W 1964 przeszedł na emeryturę, będąc nadal członkiem Plenum ZG ZZH, Wojewódzkiej Komisji Związków Zawodowych, przewodniczącym Komisji Historycznej ZG ZZH i członkiem Komisji Historii Ruchu Związkowego Centralnej Rady Związków Zawodowych.

## Ordery i odznaczenia
- Order Sztandaru Pracy I klasy
- Order Sztandaru Pracy II klasy
- Krzyż Komandorski Orderu Odrodzenia Polski
- Złoty Krzyż Zasługi (18 stycznia 1946)[1]